# يوكيا أراشيرو
يوكيا أراشيرو (باليابانية: 新城幸也 ) (و. 1984  م) هو راكب دراجة هوائية، من اليابان، ولد في إشيغاكا، أوكيناوا، شارك في طواف فرنسا، وسباق طواف فرنسا 2010، وطواف إيطاليا 2014، وركوب الدراجات في الألعاب الأولمبية الصيفية 2016، وسباق طواف فرنسا 2012، وسباق طواف فرنسا 2014، وسباق طواف فرنسا 2013، وألعاب أولمبية صيفية 2012، وسباق طواف فرنسا 2017.

## سباقات أو مراحل فاز بها
| التاريخ        | السباق                                           | المركز                  |
| -------------- | ------------------------------------------------ | ----------------------- |
| 01 يناير 2004  | جائزة شانتال بيا الكبرى 2004                     | المركز الثالث           |
| 18 أغسطس 2006  | طواف ليموزين 2006                                | المركز الثالث           |
| 12 نوفمبر 2006 | طواف أوكيناوا 2006                               | المركز الثالث           |
| 01 يناير 2007  | Tour du Jura 2007                                | المركز الثاني           |
| 17 سبتمبر 2007 | Tour de Hokkaido 2007                            | المركز الثالث           |
| 11 نوفمبر 2007 | طواف أوكيناوا 2007                               | المركز الثالث           |
| 15 أبريل 2008  | 2008 Asian Road Cycling Championships Men ITT    | المركز الثالث           |
| 11 مايو 2008   | 2008 Tour de Kumano                              | المركز الثالث           |
| 22 أغسطس 2008  | طواف ليموزين 2008                                | المركز الثالث           |
| 09 نوفمبر 2008 | طواف أوكيناوا 2008                               | الفائز في التصنيف العام |
| 16 أبريل 2009  | جائزة دينين الكبرى 2009                          | العاشر في التصنيف العام |
| 19 فبراير 2011 | 2011 Asian Road Cycling Championships Men RR     | الفائز في التصنيف العام |
| 11 سبتمبر 2011 | جائزة مونتريال الكبرى للدراجات 2011              | الفائز في تصنيف القتال  |
| 17 أغسطس 2012  | طواف ليموزين 2012                                | الفائز في التصنيف العام |
| 23 أغسطس 2013  | طواف ليموزين 2013                                | المركز الثاني           |
| 18 أكتوبر 2015 | كأس اليابان للدراجات 2015                        | المركز الثالث           |
| 24 يناير 2016  | 2016 Asian Road Cycling Championships Men RR     | المركز الثاني           |
| 08 أكتوبر 2017 | 2017 Sun Hung Kai Properties Hong Kong Challenge | المركز الثالث           |
| 15 مارس 2018   | طواف تايوان 2018                                 | الفائز في التصنيف العام |
| 26 يونيو 2022  | سباق الطريق للرجال في بطولة اليابان 2022         | الفائز في التصنيف العام |
| 01 يناير 2023  | 2023 Asian Road Cycling Championships Men RR     | المركز الثالث           |
| 09 يونيو 2024  | 2024 Asian Road Cycling Championships Men ITT    | المركز الثالث           |

## روابط خارجية
- يوكيا أراشيرو على موقع الاتحاد الدولي للدراجات (الإنجليزية)
- يوكيا أراشيرو على موقع أرشيف الدراجات (الإنجليزية)
- يوكيا أراشيرو على موقع إحصائيات الدراجات الإحترافية (الإنجليزية)
- يوكيا أراشيرو على موقع نسبة الدراجات (الإنجليزية)
- يوكيا أراشيرو على موقع CycleBase (الإنجليزية)
- يوكيا أراشيرو على موقع اللجنة الأولمبية الدولية (الإنجليزية)
- يوكيا أراشيرو على موقع أوليمبيديا (الإنجليزية)